# فوتورا بوستو آرسیتسیو
فوتورا بوستو آرسیتسیو (انگلیسی: Futura Volley Busto Arsizio) باشگاه والیبال زنان مستقر در بوستو آرسیتسیو استان وارز، ایتالیا است. این تیم در حال حاضر در سری آ، لیگ برتر والیبال زنان ایتالیای بازی می کند. این تیم توسط شرکت یامامای حمایت می شود.